# 中華民國疆域

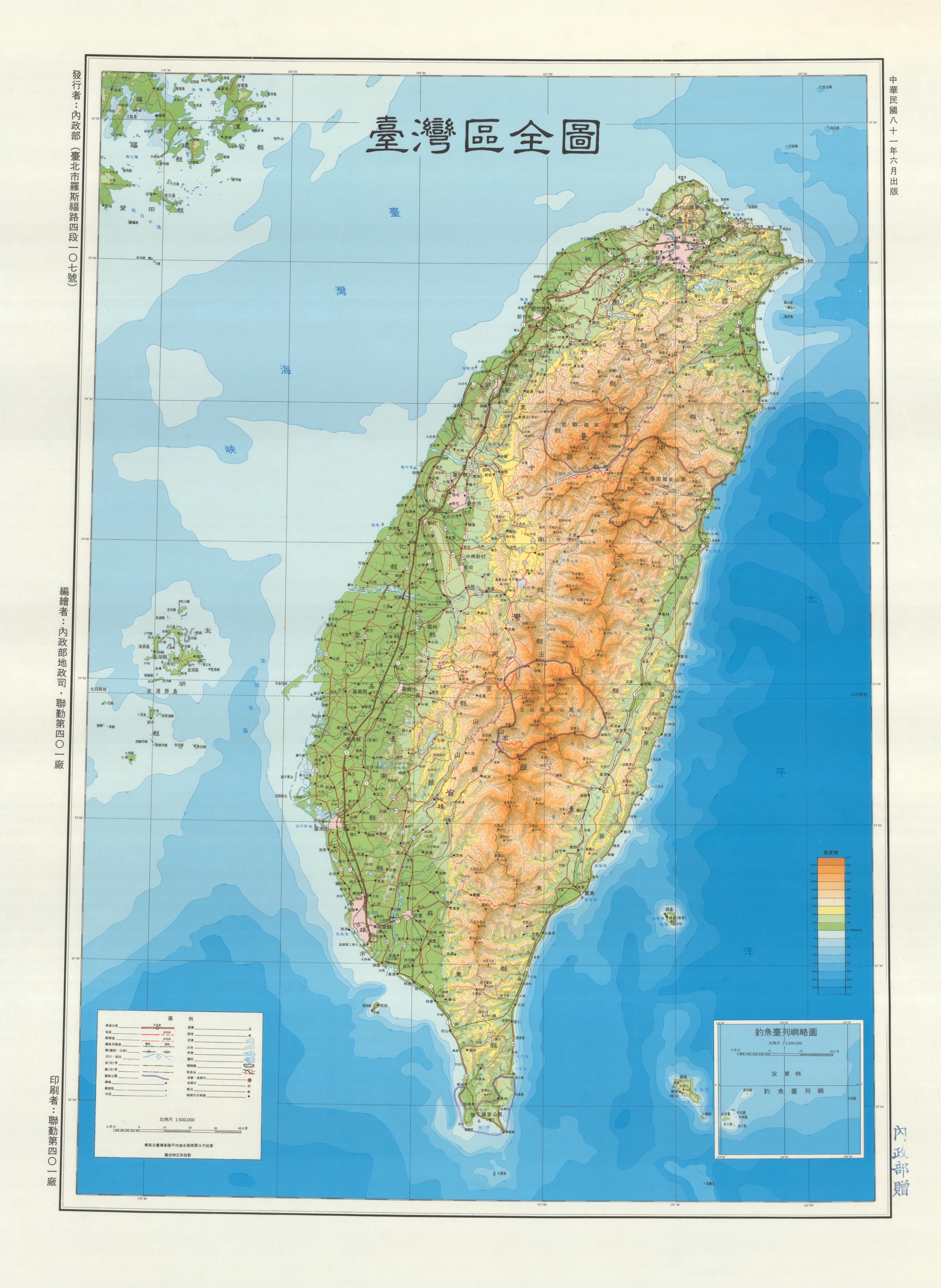
現在臺灣最常看到的「臺灣全圖」，為中華民國現今實際控制的主要領土。此圖為民國81年（西元1992年）6月內政部地政司·聯勤第401廠出版的臺灣區全圖（未包括實際控制的金馬地區等地）

中華民國的疆域曾多次變化。自1912年創立之初繼承大清國土，以中國大陸為疆域的核心；1946年國民政府依《中蘇友好同盟條約》換文認可公投後外蒙古之獨立。1949年後經過第二次国共内战，中國大陸已由中國共產黨控制并成立中华人民共和国，使現今中華民國實際的有效管轄範圍僅涵蓋臺灣、澎湖等臺灣附屬島嶼、福建的金門與馬祖，以及南海諸島的東沙群島、太平島與中洲礁，依現法律規定概稱為「臺灣地區」、「臺澎金馬」或「自由地區」。
在現行法律下，自1947年起實施的《中華民國憲法》第四条規定「中華民國領土，依其固有之疆域…」而憲法並無明文列舉「固有疆域」的範圍。。在第一屆國民大會決議通過的《國民大會宣言》中，則有「南沙群島等地，為中華民國固有領土，中華民國絕不放棄」、「臺灣為中華民國固有領土的一部份…」等。而可以視為明確提到「固有疆域（中華民國領土）」範圍的法律《臺灣地區與大陸地區人民關係條例》中的第二条第二款規定：「大陸地區指臺灣地區以外的中華民國領土」，該條例的施行细则稱：「本條例第二條第二款之施行區域，指中共控制之地區」。1998年制定的《領海及鄰接區法》第三條規定：「中華民國領海為領海基線起至其外側十二海里間的海域。」

## 各種說法
| 主要地理單元                                                               | 面積（平方公里） | 說明 |
| -------------------------------------------------------------------------- | ---------------- | --- |
| 中国大陆、江心坡、坎巨提、外蒙古、藏南、臺灣、澎湖、金門、馬祖、南海諸島等 | 11,418,174.00    | 中華民國政府於1953年至2005年公告區劃主張之國土面積，因其形似秋海棠，依此範圍出版的地圖常被稱為秋海棠地圖。2005年後，政府公告停止發布原中華民國公告疆域行政區劃。 |
| 中国大陆、台灣地區                                                         | 9,676,204.00     | 中華民國政府於1946年承認外蒙古独立後至1953年控蘇案前主張之領土面積，政府亦於2002年後恢复對蒙古國的承認。中國大陸在《兩岸關係條例實施細則》被稱為「中共控制之地區」。目前的中華民國相關法律將其實際統治區域統稱為台灣地區，主要由台灣、澎湖、金門、馬祖等島嶼構成，也包括其在南沙群島的實際控制區，而現已不主張其它國家的領土為其疆域的一部分。 |
| 臺灣、澎湖、金門、馬祖、南海諸島（東沙群島、南沙群島之太平島與中洲礁）     | 36,197.07        | 1955年大陳島撤退至今的中華民國治權實施範圍，即法律條文所稱之台灣地區。 |
| 金門、馬祖、南海諸島                                                       | 180.46           | 臺灣地位未定論之主張，排除台灣與澎湖。 |

## 領土定義

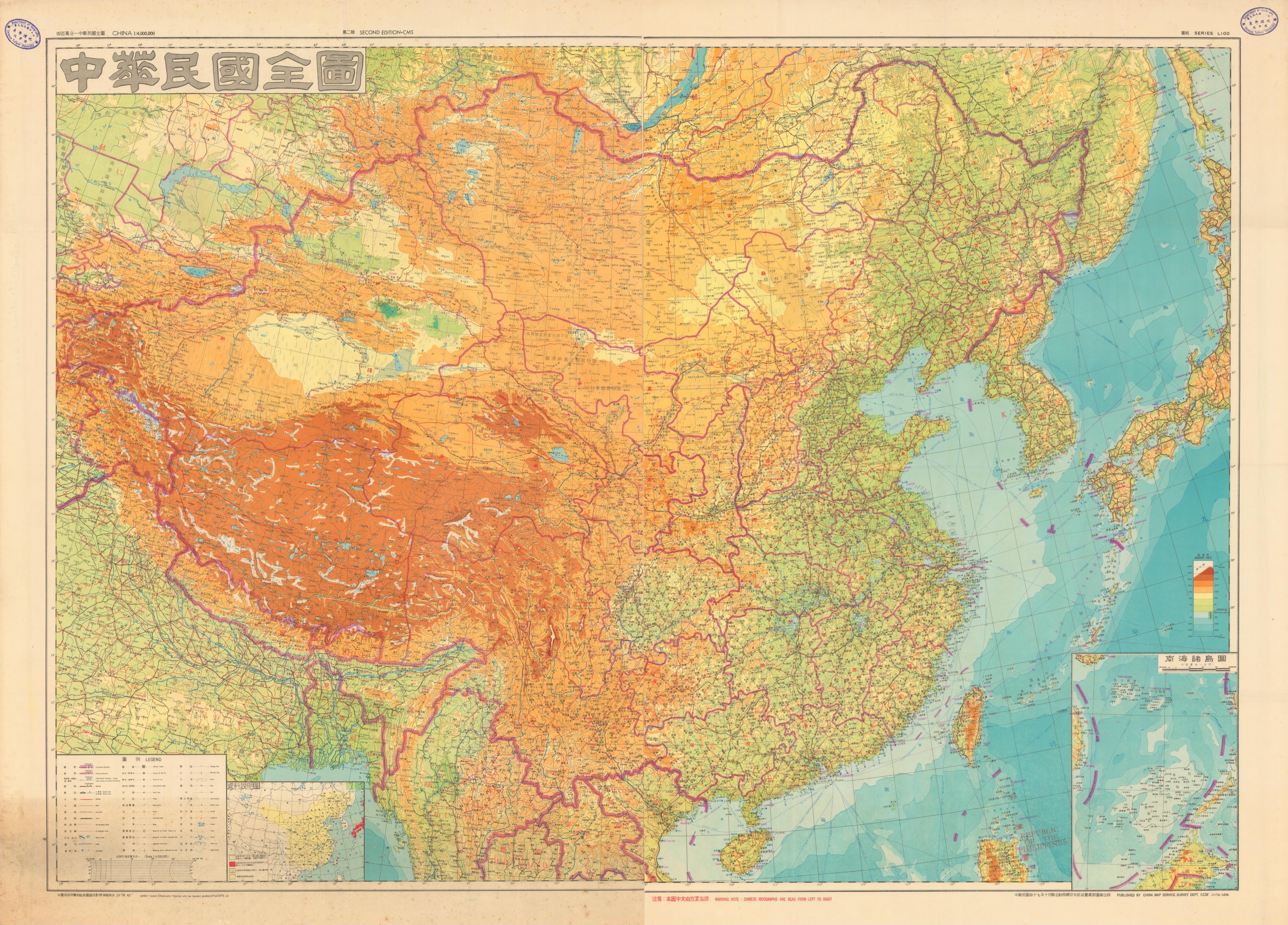
民國47（西元1958）年10月國防部聯合勤務總司令部測量處製圖廠出版的四百萬分之一《中華民國全圖》，可見被喻為秋海棠葉子的包含外蒙古（蒙古地方）、瓦罕帕米爾高原、枯門嶺等地的領土主張

2005年行政院新聞局所發表之《中華民國年鑑》曾主張疆域領土四極點為：
- 極東：合江省撫遠三角洲烏蘇里江和黑龍江合流之黑瞎島，東經135°4'；
- 極西：新疆省瓦罕帕米爾高原之噴赤河，東經71°；
- 極南：海南特別行政區曾母暗沙之立地暗沙海域，北緯3°10'～4°；
- 極北：蒙古地方唐努烏梁海之薩彥嶺嵴，北緯53°57'。

歷次中華民國制定的憲法、憲法性文件、法規、判例所定義的中華民國領土：
- 民國元年（1912年）3月8日通過，3月11日公布的《中華民國臨時約法》第三條：「中華民國領土為二十二行省、內外蒙古、西藏、青海。」
- 民國3年（1914年）5月1日公布的《中華民國約法》第三條：「中華民國之領土依從前帝國所有之疆域。」
- 民國12年（1923年）10月10日《曹錕憲法》第三條：「中華民國國土依其固有之疆域。國土及其區劃非以法律不得變更之。」
- 民國20年（1931年）5月12日制定，6月1日公布的《中華民國訓政時期約法》第一條：「中華民國領土為各省及蒙古西藏。」，民國25年（1936年）5月2日立法院通過，但尚未經國民代表審議的五五憲草第四條第一款列舉表示：「中華民國領土為江蘇、浙江、安徽、江西、湖北、湖南、四川、西康、河北、山東、山西、河南、陝西、甘肅、青海、福建、廣東、廣西、雲南、貴州、遼寧、吉林、黑龍江、熱河、察哈爾、綏遠、寧夏、新疆、蒙古、西藏等固有之疆域。」
- 民國35年（1946年）12月25日制定，民國36年（1947年）1月1日公布，12月25日施行的《中華民國憲法》第四條：「中華民國領土，依其固有之疆域，非經國民大會之決議，不得變更之。」
- 民國61年（1972年）3月25日，《中華民國第一屆國民大會第五次會議宣言》：「中華民國的領土，依照憲法規定，非經國民大會的決議，不得變更。釣魚台列嶼為中華民國領土，我中華民國絕不放棄！」[16]
- 民國67年（1978年）3月25日，《中華民國第一屆國民大會第六次會議宣言》：「本大會鄭重向全世界聲明：中華民國領土，非經本大會決議不得變更；南沙群島等地，為中華民國固有領土，中華民國絕不放棄。」[5]
- 民國71年（1982年）12月31日的中華民國最高法院71年台上字第8219號判例：「茲我國大陸領土雖因一時為共匪所竊據，而使國家統治權在實際行使上發生部分之困難，司法權之運作亦因此有其事實上之窒礙，但其仍屬固有之疆域，其上之人民仍屬國家之構成員，自不能以其暫時之淪陷而變更其法律上之地位。」[17]

1986年起使用的中華民國海軍陸戰隊隊旗，聲索中國大陸、外蒙古、唐努烏梁海等地

- 民國73年（1984年）3月25日，《中華民國第一屆國民大會第七次會議宣言》：「大會特向我海內外全體同胞及國際人士提出以下嚴正宣告：第一、中國乃全體中國人之中國，中華民國政府，乃依據憲法成立之中國唯一合法政府，固不容中共叛亂集團篡竊，亦不容任何國家貶損其地位。大會正告全世界國家政府與人民：臺灣為中華民國固有領土的一部份，中華民國於八年對日抗戰勝利後，收歸祖國版圖。此一地區人民，亦為我中華民國的血胤，我中央政府在臺北依法行使主權，乃為統一國家全部領土、恢復大陸十億人民自由而奮鬥」「大會嚴正聲明：香港問題為中華民國與英國於一九四三年商定平等新約時所保留的懸案，應由兩國協商解決。」[6]
- 中華民國海軍陸戰隊#隊旗，依照蔣經國政府時期制定的《陸海空軍軍旗條例 （页面存档备份，存于）》1986年附圖二之九，2002年附圖二之八，以至2022年附圖二之七，都自稱法理中華民國疆域像秋海棠。

- 民國82年（1993年），第二屆立法委員就任，陳婉真等18名民進黨籍立法委員，為審查《兩岸人民關係條例》法律案及大陸委員會、蒙藏委員會預算，向司法院聲請解釋憲法第四條中所稱的「固有疆域」範圍，希望其以釋憲方式宣示外蒙古與中國大陸非屬中華民國之領土。當年11月26日，司法院大法官作出《釋字第328號解釋》：[18]

|  | 中華民國領土，憲法第四條不採列舉方式，而為『依其固有之疆域』之概括規定，並設領土變更之程序，以為限制，有其政治上及歷史上之理由。其所稱固有疆域範圍之界定，為重大之政治問題，不應由行使司法權之釋憲機關予以解釋。 國家領土之範圍如何界定，純屬政治問題；其界定之行為，學理上稱之為統治行為，依權力分立之憲政原則，不受司法審查。我國憲法……對於領土之範圍，不採列舉方式而為概括規定，並設領土變更之程序，以為限制，有其政治上及歷史上之理由。其所稱「固有之疆域」究何所指，若予解釋，必涉及領土範圍之界定，為重大之政治問題。本件聲請，揆諸上開說明，應不予解釋。 |

- 民國87年（1998年）1月，《領海及鄰接區法》立法。
- 民國93年（2004年）8月23日立法院通過，民國94年（2005年）6月7日國民大會複決，6月10日總統公布的《中華民國憲法增修條文》第一條：「中華民國自由地區選舉人於立法院提出憲法修正案、領土變更案，經公告半年，應於三個月內投票複決，不適用憲法第四條、第一百七十四條之規定。」
- 民国98年（2009年）11月，行政院公告修正《第一批领海基线、领海及邻接区外界线》。
- 民國108年（2019年）之最高法院108年度台上字第334號刑事判決：「大陸地區猶屬我國之領域，且未放棄對此地區之主權。」

## 實際管轄領土
中華民國實際管轄領土四極點為：

中华民国实际管轄地区

- 極東：臺灣省基隆市中正區中正里棉花嶼，東經122°06'25"；
- 極南：高雄市旗津區中興里南沙群島太平島，北緯10°22'38"；
- 極西：高雄市旗津區中興里南沙群島太平島，東經114°21'59"；
- 極北：福建省連江縣東引鄉中柳村北固礁，北緯26°23'58"。

註：有關領土主權爭端，請參見：釣魚臺列嶼、南海、南海諸島。
目前中華民國有效管轄領土，包括臺灣本島及其附屬島嶼、澎湖群島、金門群島、烏坵列嶼、馬祖列島，以及南海諸島中的東沙群島、南沙太平島與中洲礁，總陸地面積為36,192平方公里，在世界各國領土面積排名第137位。
臺灣本島，位於歐亞大陸與太平洋海盆的接觸線上，面積為35,808平方公里。西岸隔臺灣海峽與中國大陸相望，距離約150公里。北瀕東海，東北與琉球群島相距約600公里；東臨太平洋；南濱巴士海峽，與菲律賓相距約250公里；西南是廣闊的南海。臺灣的21個附屬島嶼有蘭嶼（面積47平方公里）、綠島（面積15平方公里）、琉球嶼（面積6.80平方公里）、龜山島（面積2.84平方公里）、基隆嶼及北方三島（花瓶嶼、彭佳嶼、棉花嶼）等等島嶼，唯行政上隸屬宜蘭縣頭城鎮的釣魚台列嶼未有實際統治。 
澎湖群島由90個島嶼組成，位於臺灣島西部，相隔澎湖水道，總面積141.052平方公里。最大島嶼為澎湖島（即馬公島）64平方公里、次為西嶼（即漁翁嶼）18平方公里、白沙島14平方公里。金門群島為150.34平方公里，含烏坵列嶼。馬祖列島29.6平方公里。南海有東沙群島面積1.74平方公里、南沙太平島0.49平方公里及中洲島2,000平方公尺（中華民國在南海的領土宣稱基於十一段線及於全南海諸島－東沙群島、中沙群島、西沙群島、南沙群島）。

## 領土爭議

中華民國爭議領土

根據中華民國的憲法與法律，中華民國的領土包含大陸地區與有實際管轄權的自由地區（俗稱臺灣地區），目前由其他主權國家和政治實體控制的中華民國公告疆域行政區劃有：
- 大陸地區：在第二次國共內戰期間，中國人民解放軍已經在中國大陸成立數個解放區，而且1949年中華民國國軍作戰失利，中華民國政府退守至台灣地區，為當時僅存的中華民國實際控制區域領土。同年10月1日，已控制大陸地區的中國共產黨宣布中華人民共和國中央人民政府成立。但基於兩岸互不承認對方政權的合法性，大陸地區仍為中華民國法理領土。現今大陸地區非中華民國政府所實際控制已成為事實，且國民大會已在民國80年（1991年）廢止《動員戡亂時期臨時條款》，象徵兩岸已結束「敵對狀態」（此為中華民國政府單方面認定），中華民國前總統李登輝任內已經承認中國共產黨在大陸地區的政權的合法性（僅為政權/當局，非「國家」），而後因《中華民國憲法增修條文》主文載有「為因應國家統一前之需要」，第11條也有 「自由地區與大陸地區間人民權利義務關係」等字眼，而認定大陸地區人民（以及港澳居民）之中仍有中華民國國民（擁有國民身分證明文件），以及其他在法理上擁有中華民國國籍，但不願或不受中華民國政府管轄而沒有國民身分證明文件的人民，在《憲法增修條文》及《臺灣地區與大陸地區人民關係條例》上對其多所限制其權利，因而不具完整公民權，在實際上並未正式視其為中華民國國民。故現狀為大陸地區雖然是法定的中華民國領土，但在現實上中華民國政府對大陸地區毫無實際控制權，而中華民國政府自1971年作為中國中央政府的合法性也不被國際普遍地承認。而官方又已於民國94年（2005年）公布法理上各省（市）縣（市）行政區域代碼停止適用。[9]《中華民國年鑑》也於同年起不再將大陸地區列於「土地」一章之中。[10]此後政府文獻中僅列出實際統治區（即台灣地區）之行政區域，更在1990年代後便不再發行「中華民國全圖」[21][22]。2012年，大陸委員會又表示大陆地区是「台湾地区以外之中华民国领土」[23]。而民間則因政治立場的不同而看法分歧或對立。詳見一中各表、九二共識、九六共識、一國兩區等。
- 港澳地區：中華民國一直以來視香港和澳門為「固有領土」，蔣中正總統曾向英葡兩國提出收回港澳兩地，但被拒絕。[24]由於促使香港及澳門回歸的1984年（民國73年）《中英聯合聲明》及1987年（民國76年）《中葡聯合聲明》非中華民國代表簽署，而由中華人民共和國簽訂，故其法律關係原本可不受中華民國認可，中華民國外交部於「中英聯合聲明」簽訂當日立即發表聲明，除重申香港為「我固有領土」外，亦譴責英國罔顧港人維護自由及經濟繁榮的意願。[25]但現實上港澳併入中華人民共和國後使港澳地區人民同時也可取得中華人民共和國國籍。中華民國政府制定《香港澳門關係條例》，在條文裡仍將港澳區分在臺灣與大陸地區之外。事實上港澳目前已經被可以代表「中國」的政權（即中華人民共和國中央人民政府）所接收，目前中華民國已經將香港、澳門特別行政區視爲中國大陸現行行政區域之二，行政院大陸委員會也設有港澳司主管相關事務，並在兩地設立辦事處。[26][11]

由於目前中華民國政府僅能有效控制台灣地區，故當前與周邊國家的爭議地主要為釣魚臺列島和南海諸島。
- 釣魚台列嶼（面積6.6平方公里）：中華民國、中華人民共和國及日本皆聲稱擁有主權[27]。
- 南沙群岛：仅有效控制太平岛與中洲礁，其余岛屿由中華人民共和國、菲律賓、越南、馬來西亞、文萊所控制[14]。

2006年之後的《中華民國年鑑》僅列出實際統治區域，中國大陸及周邊地區排除在外。
- 唐努烏梁海：原蒙古地方的一部分，現為俄羅斯聯邦所擁有，「名義上」法理國界停格在清雍正五年（1727年）中俄《恰克圖條約》等界約。[11]但目前中華民國「為尊重國際社會的共識」，因此已事實上認同其為俄國境內下屬之83個「聯邦主體（federal subject），類似州或省」之一。 [28][可疑]
- 黑瞎子島東部、江東六十四屯、阿巴該圖洲渚：清咸豐十年（1860年）《中俄北京條約》：「烏蘇里江至混同江入口處，有耶字碑。自此以上，除江東六十四屯位於黑龍江以東遵封堆及壕與精奇里江為界外，餘均以黑龍江及額爾古納河為界，直至額爾古納河西岸之阿巴海圖止。」[11]
- 长白山（白头山）的一部與鄰近地區：目前朝鮮民主主義人民共和國實際擁有。清宣統元年（1909年）的中日《圖們江中韓界務條款》以圖們、鴨綠二江為天然界線。[11]中華民國國民大會秘書處自民國68年（1979年）5月至民國80年（1991年）10月所編的《會議實錄》所附的《中華民國全圖》都自稱白頭山海拔2,744米，在安東省以及松江省之間（中華人民共和國已將其并入黑龙江省和吉林省），但不接連朝鮮半島。[29]
- 白龍尾島：1957年3月，中華人民共和國指派馬白山將軍為代表，把該島移交給越南，中華民國沒有承認此行為。
- 帕米爾高原西部、坎巨提：該地與塔吉克、阿富汗、巴基斯坦、印度的國界仍被視為「未定」。[11]
- 江心坡、南坎及藏南地區：該地與印度以及緬甸的國界仍被視為「未定」。[11]

### 中華民國政府承認外蒙古獨立的合法性爭議
蒙古國所領地區（即原蒙古地方大部分地區及周圍省份之部分地區），1931年中華民國訓政時期約法第一條：「中華民國領土為各省及蒙古西藏」，在1946年憲法制定前的所有準憲法條文，都認定蒙古是中華民國的固有之疆域。因為戰亂的關係，國民大會遲至1946年12月才召開、並通過中華民國憲法。1947年中華民國憲法第四條規定：「中華民國領土，依其固有之疆域，非經國民大會之決議，不得變更之。」但在沒有列舉何為領土時，第二十六、六十四、九十一、及一百一十九條提到「蒙古各盟旗」（未明確包括外蒙古）。目前第二十六、六十四、九十一條已經被中華民國憲法增修條文所凍結。
中華民國第一屆國民大會第三次會議宣言指出：「至其歷年來聽命蘇俄支解國家領土主權的非法行為，我們全部予以痛斥和否認。」第一屆國民大會還通過了多份與外蒙古相關的議案，如第四次會議第327號〈儲備蒙藏人才，以利收復蒙藏案〉、第五次會議第71號〈請號召海內外蒙藏及邊疆各民族同胞，一致支持政府，鞏固領導中心，以利反攻建國案〉、第六次會議第39號〈強化蒙藏委員會，提高功能，以資號召而利反攻案〉等，均決議送請政府切實辦理。第一届國民大會第七次會議，吳秀蘭代表對蒙藏委員會專題報告作出更正：「蒙古包括内外蒙古，雖在蘇俄裹挾下宣佈獨立，我政府未予承認，但民國二十四年成立自治政府之時，曾報奉我國民政府派遣代表團前往監選，以示主權屬於我國，蘇聯亦曾同意，並派飛機迎送，故應視爲我國領土之一部。」大會送請政府書面答復。國民大會秘書處自民國68年（1979年）5月至民國80年（1991年）10月所編的《會議實錄》所附的《中華民國全圖》都宣稱外蒙古就是中華民國蒙古地方。國民大會全面改選後，曾要求政府研究辦理全民公決，以明確外蒙古歸屬問題，但未付諸實施；鐘佳濱代表提案要求確認外蒙古非屬本國疆域，被大會否決。

1946年1月，中華民國國民政府法定承認蒙古人民共和國的獨立。1953年控蘇案在聯合國通過后，政府重新宣示蒙古地方為中華民國領土。2002年起政府重新承認蒙古獨立，立法院關沃暖委員提出此舉涉及「違憲」。基於對外蒙古的交流，自民國92年（2003年）起內政部修法將外蒙古（或蒙古國所領地區）移除自大陸地區之外。外交部亦表示中華民國承認蒙古國為獨立國家，並且互設駐外館處。民國101年（2012年）5月21日，行政院大陸委員會發表新聞稿，表示：
「一、民國35年我國憲法制定公布時，蒙古（俗稱外蒙古）獨立已為我政府所承認，因此，當時蒙古已非我國憲法第4條所稱的『固有之疆域』。外交部雖於民國42年提經立法院決議廢止《中蘇友好同盟條約》，但並未完成憲法領土變更之程序。」
「三、外交部在民國91年（2002年）7月8日函示略以：「蒙古已為主權獨立國家，且為聯合國會員國之一。國際法上國家之承認，原則上屬於『無條件與不可撤回的』，當時承認之相關要件迄今仍存在。」
目前台灣市面上所發售的中國地圖和世界地圖，均已將外蒙古排除在中國之外作為獨立國家標示，教科書亦然，民間也普遍視蒙古為獨立國家，但童振源認為國民大會未曾通過領土變更決議，蒙古仍是中華民國領土。

### 中華民國政府主張擁有台灣、澎湖的合法性爭議
分為兩類說法：
1. 認為開羅宣言或波茨坦公告具法律效力：《波茨坦公告》為同盟國戰後處置日本一切依據，日方於1945年《降伏文書》承諾天皇、日本政府及其繼承者真誠地執行《波茨坦公告》的規定，日本過去自中國所得到的所有領土，比如滿洲、台灣及澎湖群島，應該歸還給中華民國，即使1952年處置完畢簽訂《舊金山和約》內仍有提及《波茨坦公告》，並未否認其地位。其他日本以武力或貪慾所攫取之土地，亦務將日本驅逐出境。故當時中華民國擁有大陸地區與臺澎金馬地區，之後才由於內戰失利而撤退至臺澎金馬地區。中華民國政府現在則認為在1945年10月25日後就行使對臺灣與澎湖的領土主權，並在簽訂《中日和約》後得到確認並恢復中日雙方邦交[40]。
2. 認為開羅宣言及波茨坦公告不具法律效力：日本在二戰後於1951年簽訂並具有領土處分性質的國際條約《舊金山和約》中僅聲明放棄臺灣、澎湖主權，未聲明將臺灣、澎湖主權割讓給任何國家[41]，且1952年簽訂的《中日和約》也僅重申並承認《舊金山和約》的相關條款[42]，中華民國外交部也曾認為「查金山和約僅規定日本放棄台灣澎湖，而未明定其誰屬，此點自非中日和約所能補救。」[43]